# Богдана Хмельницького, 32
Буди́нок Круше́вської — київський прибутковий будинок на вулиці Богдана Хмельницького, 32. Розташований поруч із Будинком Самонова (№ 30/10).
Споруда — характерний зразок прибуткового будинку початку ХХ сторіччя, одна з найкращих у стилі пізнього класицистичного модерну.

## Історія

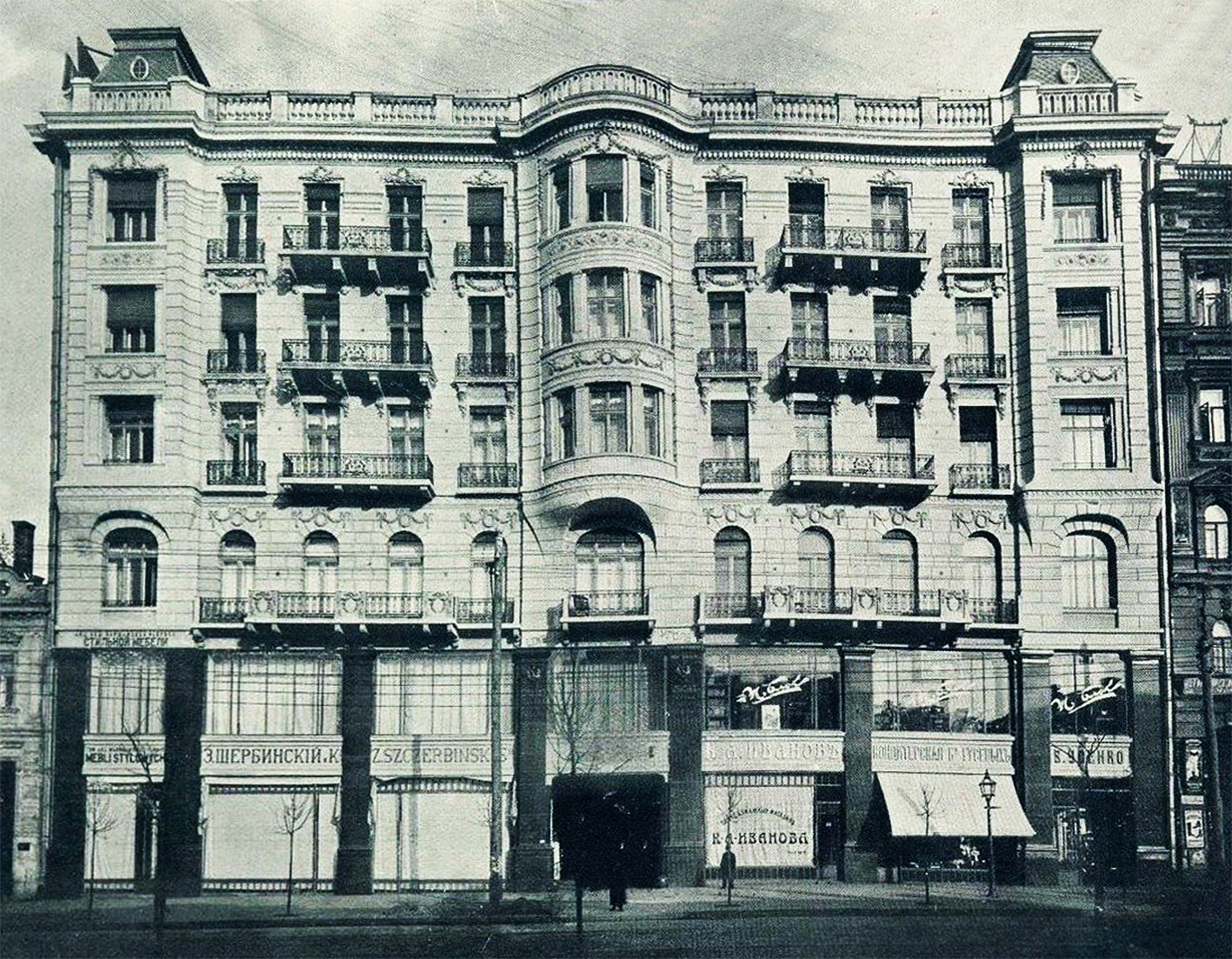
Будинок Крушевської у 1914 році

Первісна забудова садиби була малоповерховою, дерев'яною. Станом на 1882 рік нею володів Назар Фаворов. Близько 1899 року ділянку придбав київський архітектор Микола Самонов. 1904 року син архітектора продав садибу підприємцеві й меценатові Олександрові Терещенкові.
Після смерті Терещенка 1911 року власницею стала Єлизавета Крушевська. 1913 року на її замовлення спорудили прибутковий будинок за проектом архітектора Кароля Іваницького. Будинок був телефонізований.
1913 року тут розмістили одну з найкращих крамниць варшавської фірми стильних меблів «Щербинський і Ко». Після її відкриття у найпопулярнішій тоді міській газеті «Киевская мысль» з'явилася стаття «Красень Київ» про крамницю і новий будинок:
| «Київ цілком справедливо називають містом-красенем. Цьому насамперед сприяє його розташування. Ці гори, ці доли, всіяні красивими будинками, справляють чарівне враження... Звертає увагу надзвичайно стильна вхідна брама [у новій будівлі на Фундуклеївській, 32], виконана відомою Варшавською фабрикою акціонерного товариства „З. Щербинський і К“. У цьому будинку відкрито і крамницю стильних меблів київської філії згаданої фабрики Щербинського. Фірма Щербинського вирішила, мабуть, дати киянам художні зразки меблів. Крамниця фірми Щербинського — свого роду виставка. Виставка витончених, дуже цінних меблів. Колосальний вибір всіляких меблів перетворює магазин на музей, де можна ознайомитися зі зразками меблів усіх віків і поколінь»[4]. |
Приблизно в 1915-1919 роках у квартирі № 10 на шостому поверсі мешкав архітектор Кароль Іваницький.
Після встановлення радянської влади в Києві більшовики націоналізували споруду.
1918 року будинок значно пошкодила пожежа. 
Відбудували 1925 року. Після Другої світової війни на першому поверсі було розміщено міжміський телефонний переговорний пункт.

## Архітектура

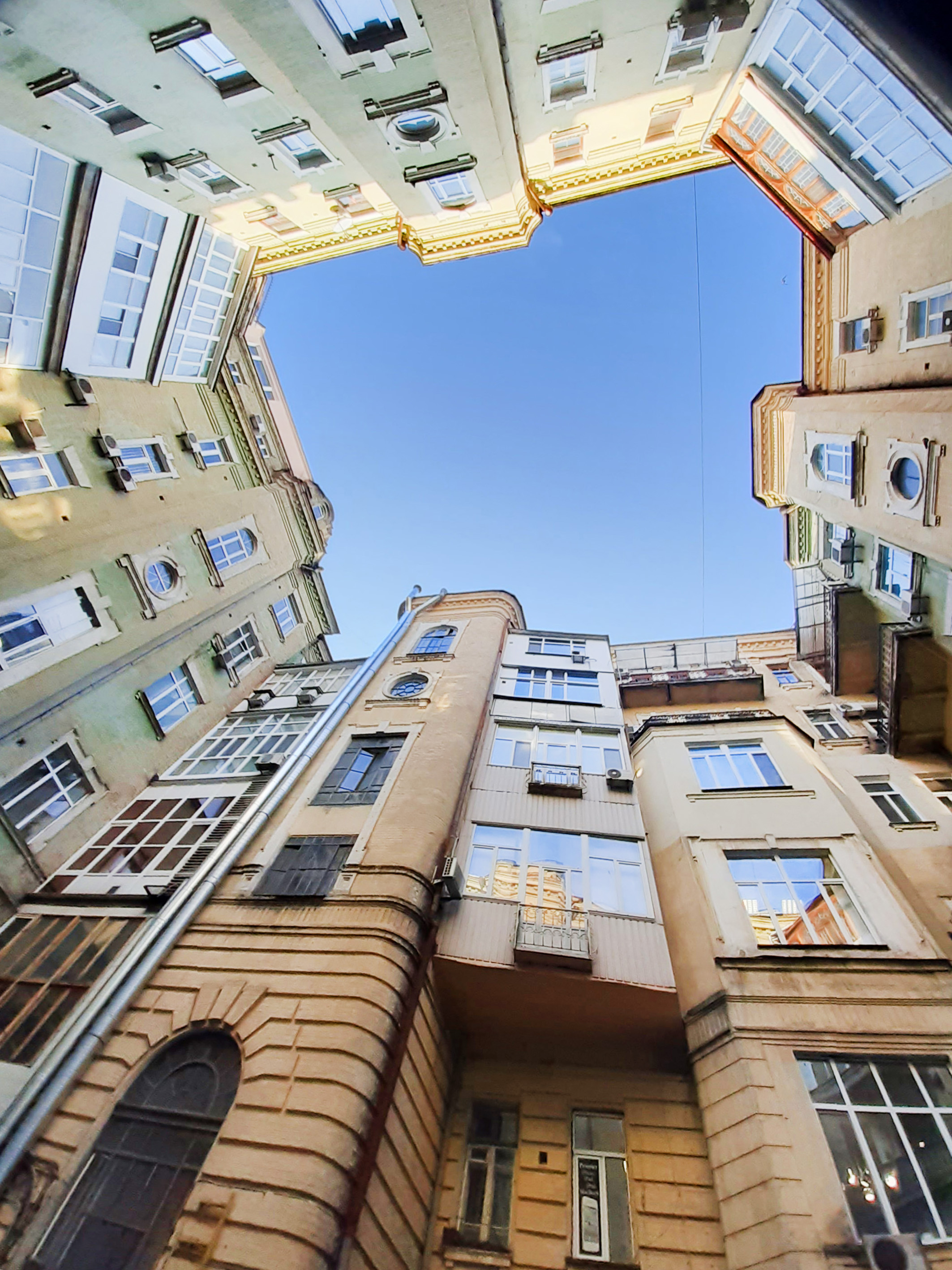
«Будинок-колодязь»

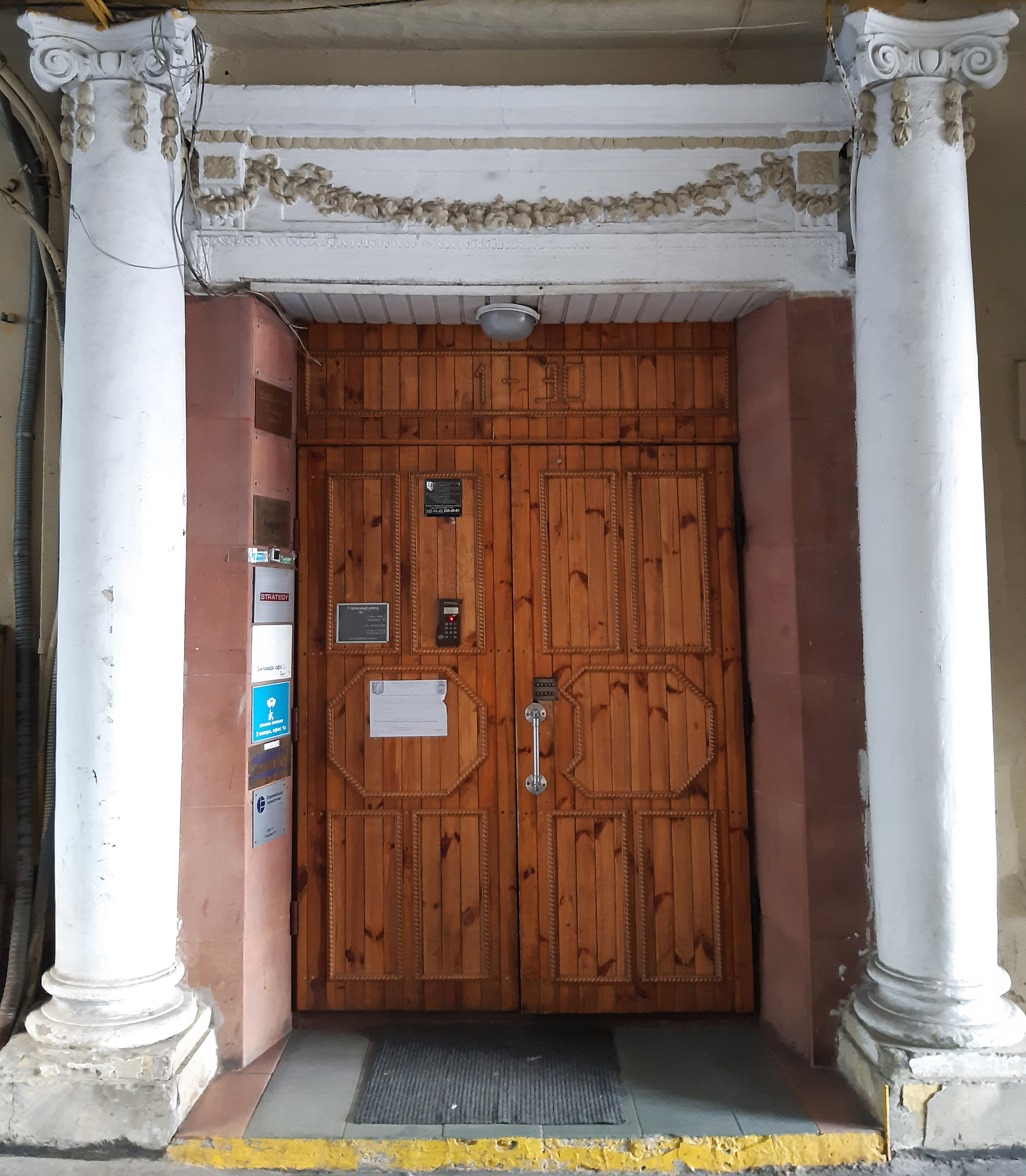
Портал у проїзді

Чоловий фасад оформлений у стилі модерну з неокласичними елементами. Центральна вісь на рівні третього-шостого поверхів акцентована циліндричним еркером . Бічні осі виділені розкріповками та віконними прорізами.
У ліпленому і змодельованому в цеглі декорі фасаду використано класичні мотиви — фестони.
Центральний еркер фланковано розкріпованими під руст лізенами. 
Простінки між трьома прямокутними вікнами підкреслені доричними пілястрами на базах. Під вікнами четвертого поверху на осях пілястр розмістили гліфи, а над п'ятим поверхом — стрічки й рельєфну композицію з аканта і квітів, над вікнами шостого поверху — вінок із троянд і два фестони (гірлянди).
Будинок увінчує масивний карниз великого виносу. Під ним — орнамент з іоніків, модульйонів і тонких гуртів.
На центральній осі розташовано отвір проїзду у двір. Портал входу у проїзді фланкований колонами з іонічними капітелями, які прикрашені гірляндами. Під прямокутним сандриком розміщений десюдепорт із рельєфним фестоном із квітів та листя.
Балкони прикрашені ажурними металевими огорожами, орнамент яких утворений чергуванням вертикального стрижня й овалу.
Будівля, зведена у формі каре (квадрата) із внутрішнім подвір'ям, має вигляд «будинку-колодязя», подібного до прибуткового будинку Ханенків на Терещенківській вулиці, 13.